# Kehlen
Kehlen é uma comuna do Luxemburgo, pertence ao distrito de Luxemburgo e ao cantão de Capellen.

## Demografia
Dados do censo de 15 de fevereiro de 2001:
- população total: 4.792
  - homens: 2.409
  - mulheres: 2.383
- densidade: 170,05 hab./km²
- distribuição por nacionalidade:

| Nacionalidade  | População | %      |
| -------------- | --------- | ------ |
| luxemburgueses | 3.190     | 66,57% |
| estrangeiros   | 1.602     | 33,43% |
| - portugueses  | 202       | 4,22%  |
| - franceses    | 226       | 4,72%  |
| - italianos    | 163       | 3,40%  |
| - belgas       | 340       | 7,10%  |
| - alemães      | 139       | 2,90%  |
| - iuguslavos   | 14        | 0,29%  |
| - outros       | 518       | 10,81% |

- Crescimento populacional:

| Ano        | População |
| ---------- | --------- |
| 15/02/2001 | 4.792     |
| 01/01/2002 | 4.724     |
| 01/01/2003 | 4.717     |
| 01/01/2004 | 4.706     |
| 01/01/2005 | 4.724     |